# Alain Claude Bilie By Nze
Alain Claude Bilie By Nze (Makokou, 16 de setembro de 1967) é um político do Gabão que serviu como primeiro-ministro do seu país de janeiro a agosto de 2023. Foi nomeado primeiro-ministro do Gabão pelo presidente Ali Bongo Ondimba em substituição à Rose Christiane Raponda, nomeada vice-presidente na mesma data.

## Biografia
By Nze estudou literatura na Universidade Omar Bongo em Libreville. Em 2006, foi nomeado Ministro das Comunicações e foi eleito para a Assembleia Nacional do Gabão, deixando este último cargo em 2011 e o primeiro em 2007, de onde saiu para se tornar vice-ministro dos transportes. Em março de 2012, By Nze foi nomeado conselheiro do presidente e porta-voz do governo.
By Nze tornou-se Ministro das Comunicações pela segunda vez em 2015 e, adicionalmente, foi nomeado Ministro de Estado, Ministro da Economia Digital e Ministro da Cultura e das Artes em outubro de 2016. Em 2018, By Nze foi reconduzido como Ministro de Estado e Ministro de Esportes.
Em julho de 2020, tornou-se Ministro de Estado e Ministro de Energia e Recursos Hídricos. Durante uma remodelação do gabinete em março de 2022, ele também se tornou o porta-voz oficial do governo e, em outubro de 2022, tornou-se vice-primeiro-ministro. Em 9 de janeiro de 2023, By Nze foi nomeado primeiro-ministro do Gabão, substituindo Rose Christiane Raponda, que renunciou para se tornar vice-presidente.